# Rising R7
Rising R7 – elektryczny samochód osobowy typu SUV Coupe klasy wyższej produkowany pod chińską marką Rising od 2022 roku.

## Historia i opis modelu

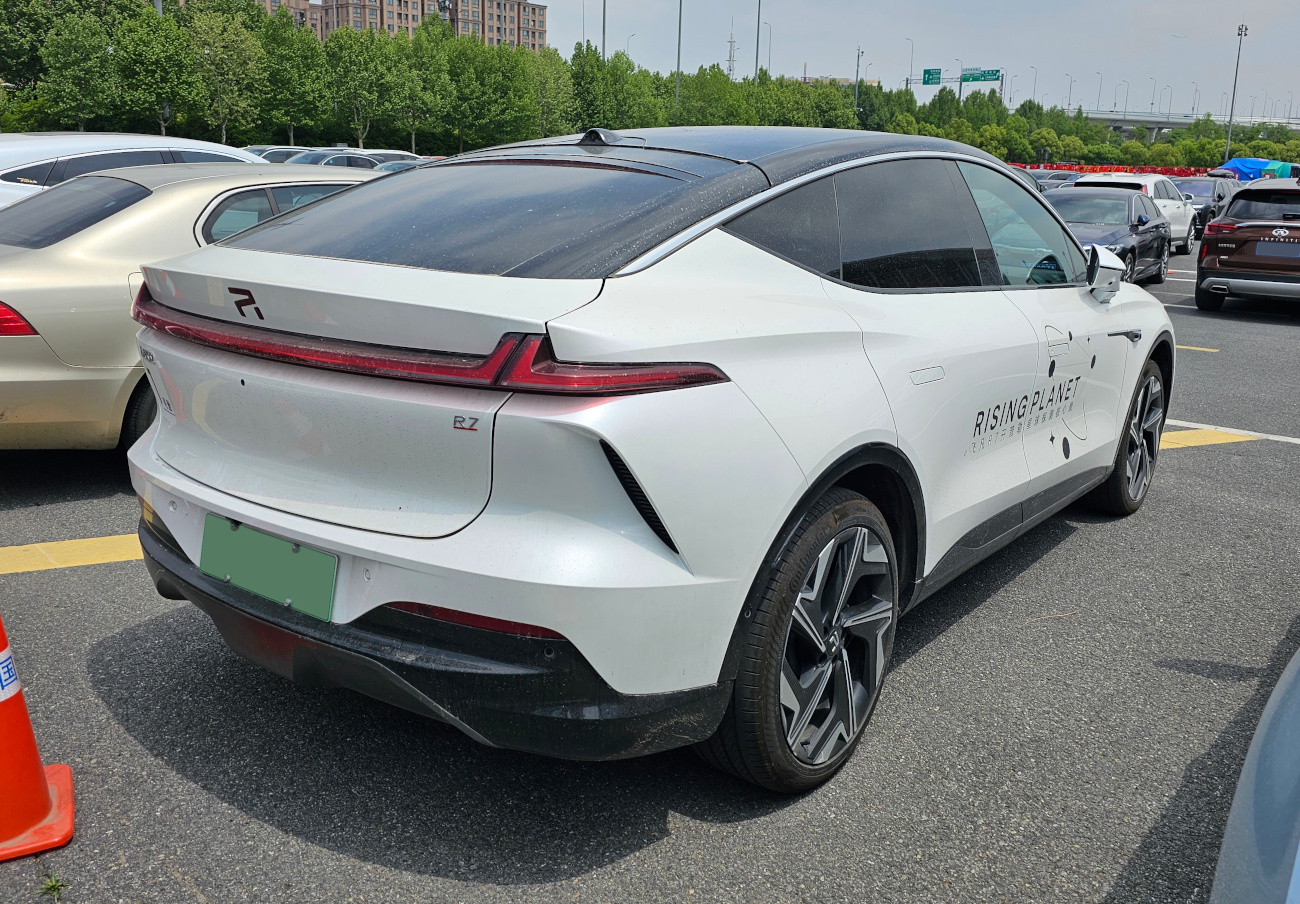
Rising R7 - tył

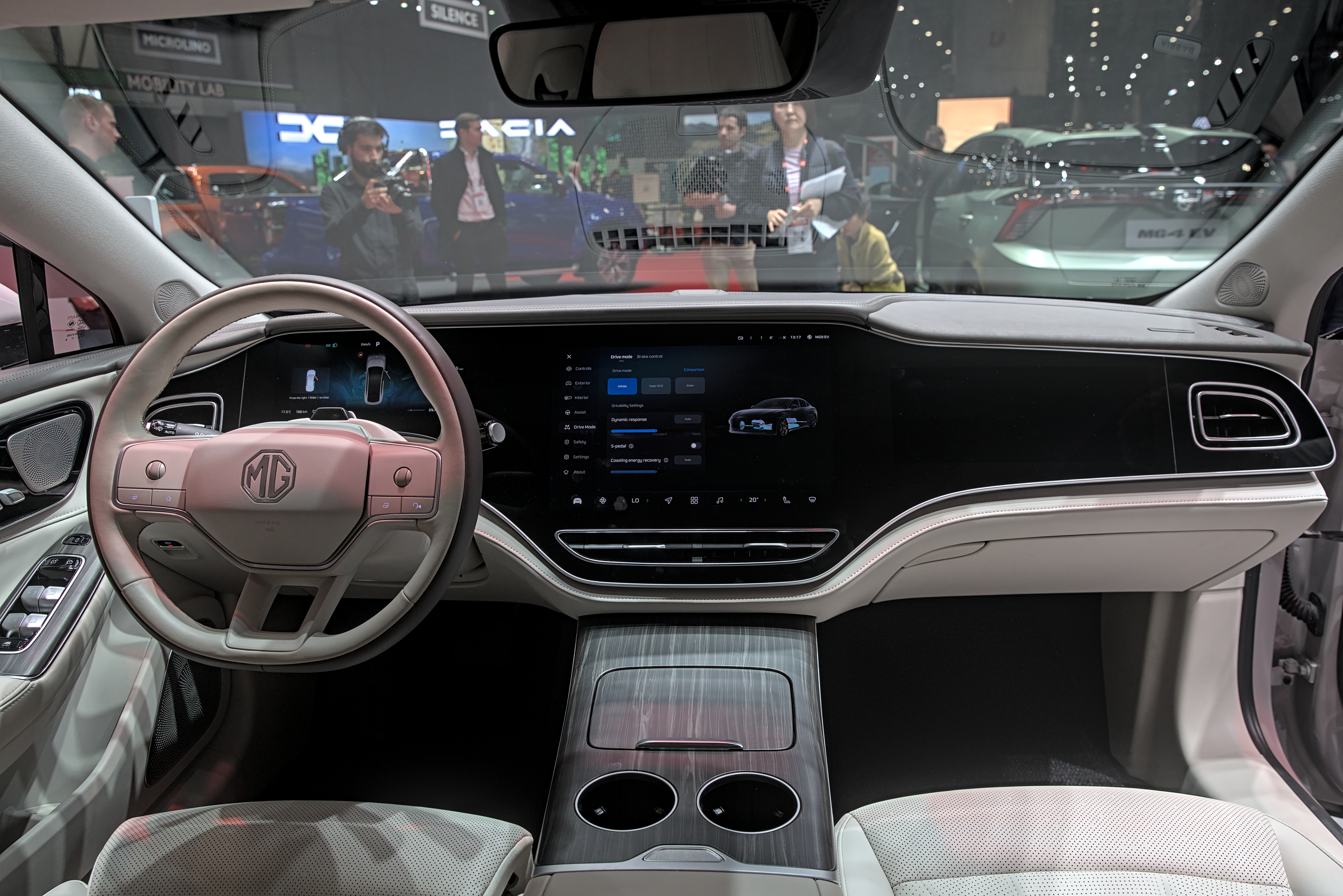
europejskie MG S9 - kokpit

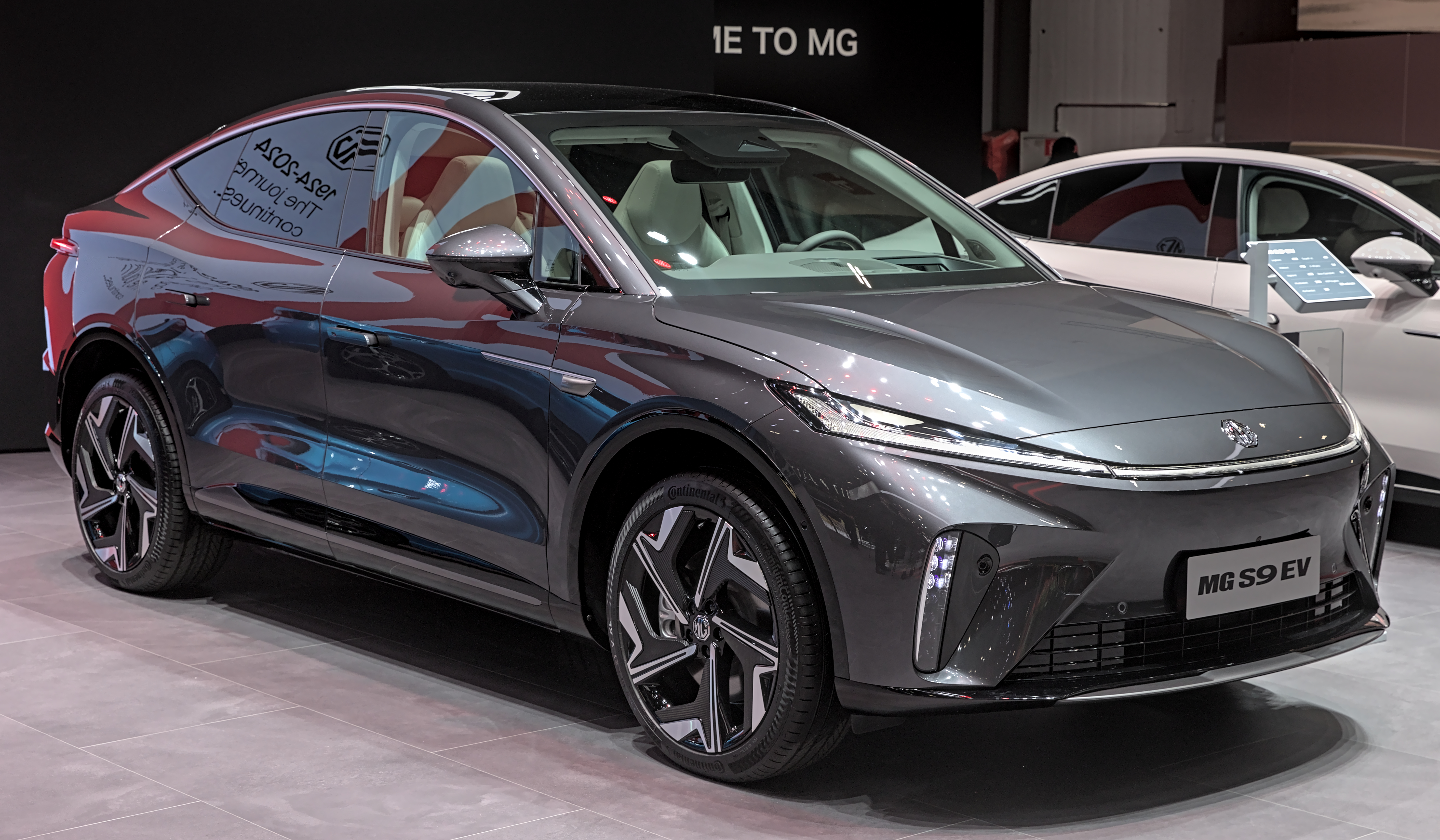
europejskie MG S9

Studyjną zapowiedzią nowego modelu zbudowanego już od podstaw z myślą o filii "R" był prototyp R ES33 Concept, którego premiera miała miejsce w maju 2021 roku podczas targów Shanghai Auto Show. W międzyczasie marka zaawansowanych technicznie samochodów elektrycznych zmieniła nazwę na Rising Auto, by rok po premierze w maju 2022 przedstawić produkcyjny model Rising R7 podczas wystawy Guangdong-Hong Kong-Macao Auto Show.
Samochód przyjął postać futurystycznie stylizowanego SUV-a Coupe z agresywnie stylizowanymi reflektorami, łagodnie opadającą linią dachu i świetlistym pasem w tylnej części nadwozia. Kabina pasażerska została z kolei zdominowana przez rozległy, 43-calowy zestaw dwóch wyświetlaczy dotykowych dominujący pas od konsoli centralnej po krawędź drzwi pasażera.
Charakterystycznym detalem stał się tzw. Lidar, który umieszczony został przy krawędzi dachu i przedniej szyby. Pozwala on poruszać się w jeździe półautonomicznej, wspierając system nawigacji w rozszerzonej rzeczywistości. System ten, nazwany AR-HUD, wyświetla wskazania przez oczami kierowcy, a opracowała go chińska firma technologiczna Huawei.

### Sprzedaż
Rising R7 trafił do produkcji w drugim kwartale 2022 roku ze sprzedażą ograniczoną do wewnętrznego rynku chińskiego. Kluczowymi konkurentami pojazdu są konstrukcje innych firm specjalizujących się w zaawansowanych technicznie samochodach elektrycznych jak NIO czy Tesla. W lutym 2024 podczas Geneva Motor Show zadebiutowała eksperymentalna europejska wersja modelu pod nazwą MG S9.

### Dane techniczne
Gama wariantów napędowych tworzona jest przez słabszy, tylnonapędowy, z silnikiem elektrycznym o mocy 340 KM. Topowy, 544-konny, charakteryzuje się napędem na obie osie AWD i opcjonalną możliwością wymiany baterii na dedykowanej stacji. Maksymalny zasięg pojazdu określony został na ok. 600 kilometrów.